# Romeo (agent)
Romeo byl v jazyce tajných služeb výraz pro agenta, který pro dosažení svých sledovacích cílů používal navázání milostného vztahu. Pro agentku se používal výraz Venuše.

## Použití
Nasazení agentů-Romeů využívaly obě strany Studené války. Velmi často jí využívala HVA, zahraniční rozvědka NDR, která spadala pod Stasi. Za své cíle vybírala především pracovnice bezpečnostních složek a spolkových ministerstev SRN.

## Příklady nasazení agentů-Romeů
- Gabriele Gastová (pracovnice Bundesnachrichtendienstu) – Karl-Heinz Schneider (agent NDR)
- Ursel Lorenzenová (sekretářka v centrále NATO v Bruselu) – Dieter Will (agent NDR)
- Egon Streffer (pracovník Spolkového ministerstva obrany a Dieter Popp (agent NDR) – jeden z mála případů nasazení homosexuálního agenta-Romea